# Европски куп у вишебоју
Европски куп у вишебоју је континентално такмичење, које се сваке године одржава у дисциплинама вишебоја: десетобој код мушкараца и седмобој код жена. Такмичење је појединачно и екипно. Екипу чине по три такмичара из исте земље чији се разултати сабирају. Европски куп у вишебоју одвија се у три нивоа — Супер, Прва и Друга лига. Све три лиге своја такмичења одржавају истовремено на различитим локацијама у Европи. Такмичење траје два дана. У зависности од резултата обављају се промоције и испадања по лигама.
У организацији Европске атлетске асоцијације (ЕАА), такмичење је први пут одржана у Бону, у Западној Немачкој 1973, као двогодишње у десетобој и петобоју. Седмобој је у женској конкуренцији заменио петобој 1981. Првих пет такмичења (1973—1981), садрже полуфинална и финална такмичења, а три лиге су усвојене од 1983. Двогодишњи распоред одржавања Купа променио је годишњи од 1993..

## Преглед одржавања Европског купа
- Мушка и женска такмичења су одржавана у истим месту за сваку лигу. Има пар изнимки, па ће у тим случајевима бити наведена у два реда. Прво место је мушко, а друго за женско такмичење.

|     | Европски куп | Европски куп                       | Европски куп                       | Европски куп                           |
| Бр. | Година       | Супер лига                         | Прва лига                          | Друга лига                             |
| --- | ------------ | ---------------------------------- | ---------------------------------- | -------------------------------------- |
| 1.  | 1973         | Бон, Западна Немачка               | —                                  | —                                      |
| 2.  | 1975         | Бидгошч, Пољска                    | —                                  | —                                      |
| 3.  | 1977         | Лил, Француска                     | —                                  | —                                      |
| 4.  | 1979         | Дрезден, Источна Немачка           | —                                  | —                                      |
| 5.  | 1981         | Бирмингем, Уједињено Краљевство    | —                                  | —                                      |
| 6.  | 1983         | Софија, Бугарска                   | Монтаржи, Француска                | Грац, Аустрија                         |
| 7.  | 1985         | Крефелд, Западна Немачка           | Арл, Француска                     | Копенхаген, Данска Брунико, Италија    |
| 8.  | 1987         | Базел Швајцарска Арл, Француска    | Арл, Француска Базел Швајцарска    | Мадрид, Шпанија                        |
| 9.  | 1989         | Тенсберг, Норвешка                 | Хелмонд, Холандија                 | Беч, Аустрија                          |
| 10. | 1991         | Хелмонд, Холандија                 | Стоук, Уједињено Краљевство        | Орхус, Данска                          |
| 11. | 1993         | Оулу, Финска                       | Ваљадолид, Шпанија                 | Hechtel-Eksel, Белгија Талин, Естонија |
| 12. | 1994         | Лион, Француска                    | Бресаноне, Италија                 | Копенхаген, Данска Талин, Естонија     |
| 13. | 1995         | Ваљадолид, Шпанија                 | Хелмонд, Холандија                 | Рејкјавик, Исланд Дилбек, Белгија      |
| 14. | 1996         | Лаге, Немачка                      | Талин, Естонија                    | Рига, Летонија                         |
| 15. | 1997         | Талин, Естонија Оулу, Финска       | Оулу, Финска Талин, Естонија       | Марибор, Словенија                     |
| 16. | 1998         | Талин, Естонија                    | Бресаноне, Италија                 | Марибор, Словенија Рејкјавик, Исланд   |
| 17. | 1999         | Праг, Чешка Република              | Huddinge, Шведска                  | Herentals, Белгија                     |
| 18. | 2000         | Оулу, Финска                       | Ибах, Швајцарска                   | Ејсберг, Данска                        |
| 19. | 2001         | Арл, Француска                     | Рид, Аустрија                      | Каунас, Литванија                      |
| 20. | 2002         | Бидгошч, Пољска                    | Рига, Летонија                     | Марибор, Словенија                     |
| 21. | 2003         | Бресаноне, Италија                 | Талин, Естонија                    | Марибор, Словенија                     |
| 22. | 2004         | Талин, Естонија Хенгело, Холандија | Хенгело, Холандија Талин, Естонија | Рига, Летонија                         |
| 23. | 2005         | Бидгошч, Пољска                    | Јивескиле, Финска                  | Марибор, Словенија                     |
| 24. | 2006         | Арл, Француска                     | Јалта, Украјина Јивескиле, Финска  | Монзон, Шпанија                        |
| 25. | 2007         | Талин, Естонија                    | Шчећин, Пољска                     | Марибор, Словенија                     |
| 26. | 2008.        | Хенгело, Холандија                 | Јивескиле, Финска                  | Марибор, Словенија                     |
| 27. | 2009         | Шчећин, Пољска                     | Сарагоса, Шпанија                  | Марибор, Словенија                     |
| 28. | 2010         | Талин, Естонија                    | Хенгело, Холандија                 | Тел Авив, Тел Авив                     |
| 29. | 2011         | Торуњ, Пољска                      | Бресаноне, Италија                 | Рибеира Брава, Португалија             |